# Ингушская архитектура
Ингушская архитектура — древнее искусство возведения ингушами монументальных жилых, оборонительных, культовых и других сооружений, а также совокупность всех данных объектов на территории исторического расселения ингушей, являющихся ярким свидетельством уникальной материальной культуры всего ингушского народа. Всего памятников традиционной архитектуры в Ингушетии насчитывается около 500 объектов, в том числе более 140 замковых архитектурных комплексов, многих из которых исследователи называют средневековыми городами-поселениями, а некоторых — древними городами.
Древняя архитектура ингушей издавна привлекает к себе внимание многих учёных. В середине 18 века Вахушти Багратиони отмечал, что ингуши «умеют строить из камня на извести и из них воздвигают дома, башни и укрепления». Позднее к этой архитектуре обращались Штедер, Паллас, Клапрот, Энгельгардт, Бларамберг, Миллер; уже в советское время — Л. Семёнов, Б. Далгат, Е. Крупнов, М. Базоркин, А. Робакидзе, И. Щеблыкин и др.

## Строительство

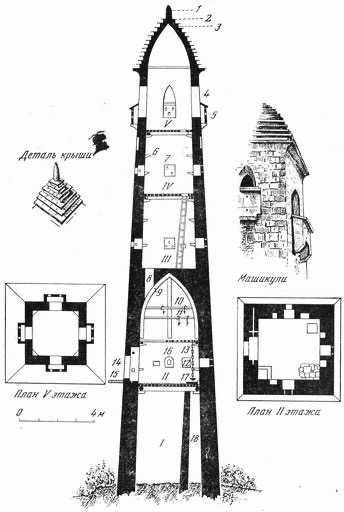
Ингушская боевая башня в разрезе. Рисунок Щеблыкина И. П. 1928 год

Подробнее по теме см. Строительство и строительное искусство ингушей
В средневековой Ингушетии одной из самых развитых областей являлось строительное дело. Существовали в строительном деле ингушей и отдельные «специальности» — добытчики камня, камнерезы и наемные перевозчики. Однако, ещё более сложным и требующим особой профессиональной подготовки было ремесло строителя. Предполагая, что возведение не очень сложных жилых и хозяйственных построек могло производиться и без участия профессионального мастера силами самих жителей, то возведение боевых башен, «требующее высокого мастерства, многолетнего опыта, знаний и технических навыков, безусловно, находилось в руках отдельных мастеров… и было уделом довольно ограниченного круга специалистов-строителей». К таким же специалистам относятся строители, «искусники камня» (ингуш. тӏоговзанча), специализировавшихся на возведении добротных многоэтажных жилых построек, разнотипных склепов, храмов и святилищ. При этом строительство культовых построек, связанных с сакральными понятиями для горцев, могло быть доверено лишь избранным мастерам. Для мастера же такое доверие являлось большой честью, признанием обществом его профессиональных заслуг и высоких морально-этических качеств.
Признанными и знаменитыми мастерами-строителями позднего Средневековья были:

Янд из с. Эрзи;
Дуго Ахриев, Дяци Льянов и Хазби Цуров из с. Фуртоуг;
 Баки Барханоев из с. Бархане;
Ерда Дударов из с. Верхний Хули;
Арсамак Евлоев из с. Йовли;
Хинг Ханиев из с. Хяни;
Тет-Батык Эльдиев из с. Таргим и многие другие.
Строительное ремесло иногда было делом чуть ли не целых фамильных братств, своего рода «профессионального клана». К таким признанным мастеровым — в особенности по строительству боевых башен («воув») относился род Баркинхоевых из селений Верхний, Средний и Нижний Оздик.
Обнаруживаются общие с ингушскими памятниками черты, в памятниках материальной культуры грузин. Постройки в Хевсуретии, Пшавии и Тушетии сходны с ингушскими, в частности  хевсурские и тушинские башни с пирамидальными крышами и древние святилища (молельни) в Пшавии. Миллер В. Ф. связывал строительство башен с грузинским влиянием на ингушей. Е. И. Крупнов отмечал что, местное население Тушетии и Хевсуретии считает, что строительное мастерство (постройка башен) к ним было занесено ингушами.
А. Ф. Гольдштейн предполагает ведущую роль ингушской школы зодчества в ХIV-XVIII веках на территориях современных Чечни, Ингушетии, Северной Осетии и прилегающих районов Грузии. Одним из свидетельств этого он называет наибольшее разнообразие гробниц в регионе.

## Классификация
Разработанная в 20-х гг. XX в. Л. П. Семёновым схема классификации памятников материальной культуры Ингушетии сохраняет свою актуальность до настоящего времени. Основываясь на принципе функционального назначения памятников, он подразделял их на три основные группы: памятники оборонительного, религиозного и погребального характера. Оставаясь в основном в рамках этой классификации, Е. И. Крупнов предложил схожую типологизацию по группам. К первой группе он отнес монументальные жилые и оборонительные сооружения: жилые башни («гӏала»), высокие боевые башни («вӏов»), укрепленные замки, городища и остатки заградительных стен. Ко второй группе им отнесены погребальные сооружения: подземные, полуподземные и надземные каменные склепы («каши»), пещерные и грунтовые захоронения, каменные ящики и курганы. К третьей группе им отнесены древние христианские храмы, разного рода языческие святилища и придорожные стелы («чурты»).

## Башни

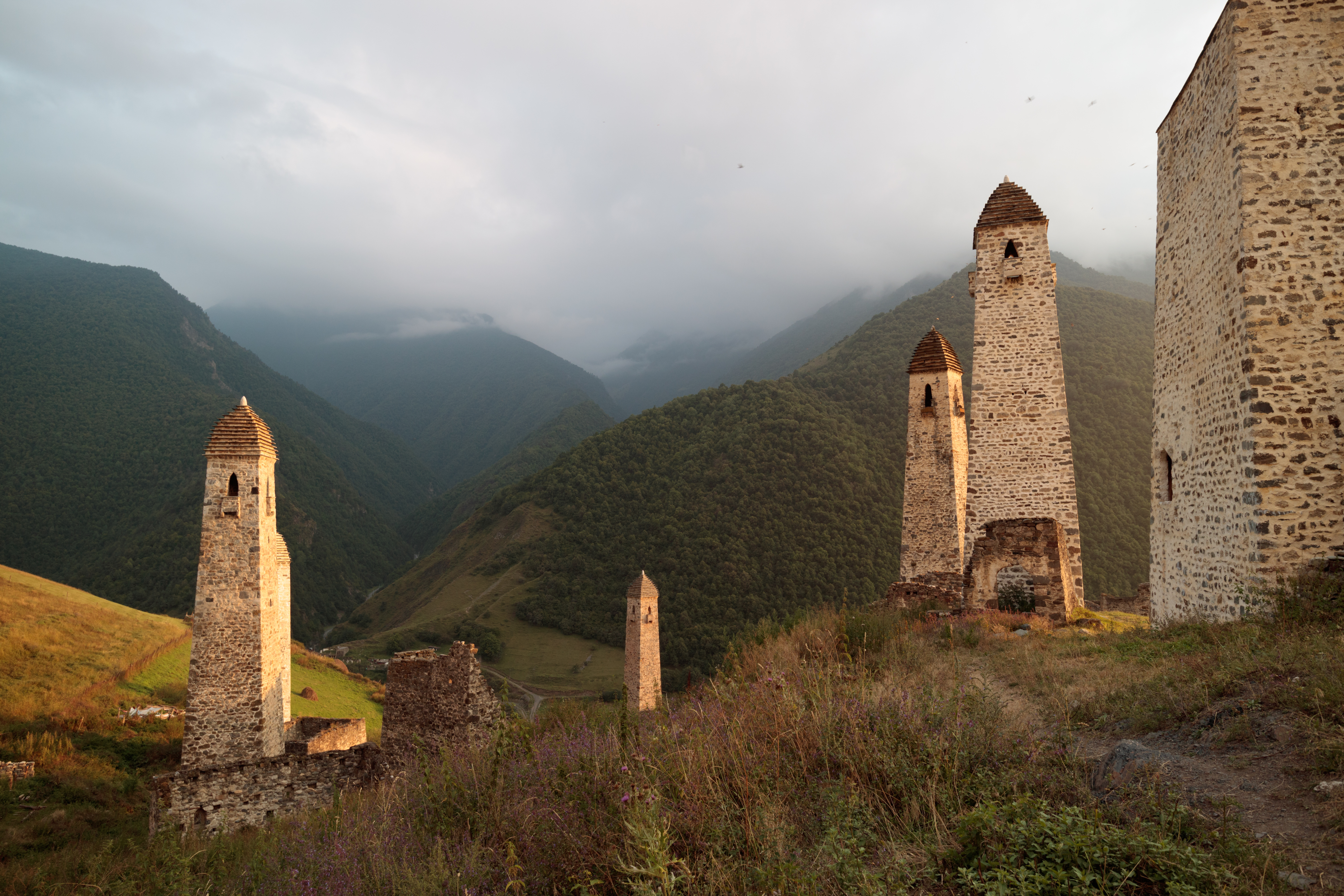
Башни аула Эрзи.

Каменные башенные постройки существовали у древнеингушских кобанских племён Северного Кавказа конца II—I тыс. до н. э. Сохранившиеся в горной Ингушетии остатки мегалитических циклопических построек из крупных каменных плит и блоков расположены у башенных поселений Эгикал, Дошалкхе, Таргим, Хамхи, Карт и др. Циклопические постройки из сложенных без раствора больших камней ученые склонны относить к весьма отдаленным временам, вплоть до времен неолита. Обычно эти постройки выполняли роль заградительных стен, воздвигавшихся перед входом в пещеру или же — вокруг жилища. На смену циклопическим строениям со временем пришли строения из обычного камня скальной породы с употреблением скрепляющего раствора. Речные округлой формы камни почти не употреблялись, так как они плохо скреплялись с раствором и между собою. Датировку начала таких строений установить весьма затруднительно: одни ученые относят ее к первым векам нашей эры, другие — к 8 веку н. э. В результате археологических раскопок на нескольких мегалитических жилищах были найдены остатки керамики, датируемой I тыс. до н. э., то есть периодом кобанской культуры.
По признакам планировки, технике кладки и некоторым другим особенностям циклопические постройки имеют общие черты с более поздними башенными строениями горной Ингушетии. Исследователи отмечают преемственность башенной архитектуры ингушей, получившей высокое развитие в Средневековье, от техники каменного строительства, бытовавшей в горах Центрального Кавказа с древнего периода.
По мнению исследователей ингушские башенные постройки заметно выделяются среди башен соседних народов своим изяществом и обилием мелких деталей архитектуры, выполненных в камне: кормушек для коней, вмонтированных в стены и заборы; камней — коновязей, выступающих наподобие катушек; наличием над окнами каменных навесов — козырьков и др. Все это придает башням ингушей особую живописность.
В 1931 году украинский путешественник и исследователь писал:
Но из памятников старины, что сбереглось здесь не мало, видно, насколько ингуши талантливые и одарены умением. Эти люди, ничего не знающие в азбуке, в то время, когда Москва ещё была селом, уже строили на скалах высокие каменные башни в 26 и больше метров высотой. Можно сказать, что первые небоскрёбы появились не в Америке, а здесь, в Кавказских горах.

Оригинальный текст (укр.)Але з пам’ятников старовини, що iх збереглося тут чимало, видно, наскiльки iнгушi талановитi й обдарованi хистом. Цi люди, нiчoго не тямивши про азбетку, в той час, коли Москва ще була селом, уже будували на прискалках високi кам’янi вежi в 26 i бiльше метрiв заввишки. Можна сказатi, що першi хмарочоси з’явилися не в Америцi, а тут, у Кавказьких горах.
Известный советский археолог и кавказовед Е. И. Крупнов утверждал:
«Ингушские боевые башни являются в подлинном смысле вершиной архитектурного и строительного мастерства древнего населения края. Она поражает простотой формы, монументальностью и строгим изяществом. <…> Ингушские башни для своего времени были подлинным чудом человеческого гения, как для нашего столетия новые шаги человека в небо».

### Жилые башни
Жилая башня представляла собой квадратную или прямоугольную в плане каменную постройку, сложенную обычно в два-три этажа, с плоской земляной крышей, хорошо обмазанной глиной. Высота трехэтажной башни достигала в среднем 10-12 метров, а размеры основания варьировались от 5×6 до 10×12 м. Стены башни сужены к верху, что составляет отличительную деталь архитектуры ингушей периода Средневековья. Например, боевые башни имели значительный угол сужения стен, достигавший в среднем 10-11 градусов. В боевой башне с. Верхний Лейми угол сужения стен достигает рекордных 14 градусов, что придает особую стройность ее внешнему виду.
Кладка стен в жилых башнях, состоявшая из грубо обработанных каменных блоков, была более примитивной по сравнению с кладкой боевых башен, что вполне объяснимо. Задача построения жилой постройки отличалась от боевой, так как требовала скорейшего завершения строительства для заселения семьи, поэтому внешнему виду не уделялось такое пристальное внимание. Возводились башни в Горной Ингушетии повсеместно на известковом растворе, а сверху покрывались толстым слоем штукатурки желтого, либо желто-белого цвета, изнутри швы кладки замазывались раствором. Это было характерной деталью всех архитектурных памятников Горной Ингушетии: боевых и жилых башен, склепов и святилищ. По преданию, в состав известкового раствора добавляли молоко или сыворотку и куриные яйца.

### Полубоевые башни
Переходной формой от жилых к боевым башням исследователи считают так называемые полубоевые башни. Они отличаются от жилых и боевых башен тем, что содержат элементы тех и других. Строились они в 3-4 этажа. В основании полубоевые башни почти квадратные и меньшей площади по сравнению с жилыми: их размеры колеблются от 4,5-5 м в ширину до 5-5,5 м в длину. Высота — 12-16 м. В этих башнях отсутствует центральный опорный столб, но имеются навесные балкончики-машикули, как у боевых башен. Перекрытие стен, как у жилых башен, плоское, бревенчатое. Вход устроен также, как у жилых башен, на первом этаже. Очень редко встречаются полубоевые башни, у которых вход, подобно боевым башням, расположен на втором этаже.

### Боевые башни
В горах Ингушетии исследователями выявлено и учтено более 120 боевых башен. Из них 50 башен со ступенчато-пирамидальным венчанием, более 40 башен — плоскокровельные, более 30 башен — полуразрушенные, несохранившиеся и неисследованные.
Боевые башни ингушей были нескольких типов, в которых, как объясняют специалисты, прослеживается эволюция техники строительства оборонительных сооружений в горах Северного Кавказа. Считается, что боевые башни появились в ходе совершенствования техники строительства, путем эволюции жилых башен сначала в полубоевые, затем — в боевые башни с плоским венчанием и, наконец, в башни со ступенчато-пирамидальным покрытием. В то же время появление более совершенных башен не означало прекращения строительства прежних типов, они все в равной мере продолжали возводиться вплоть до позднего Средневековья.

### Башенная сигнальная система

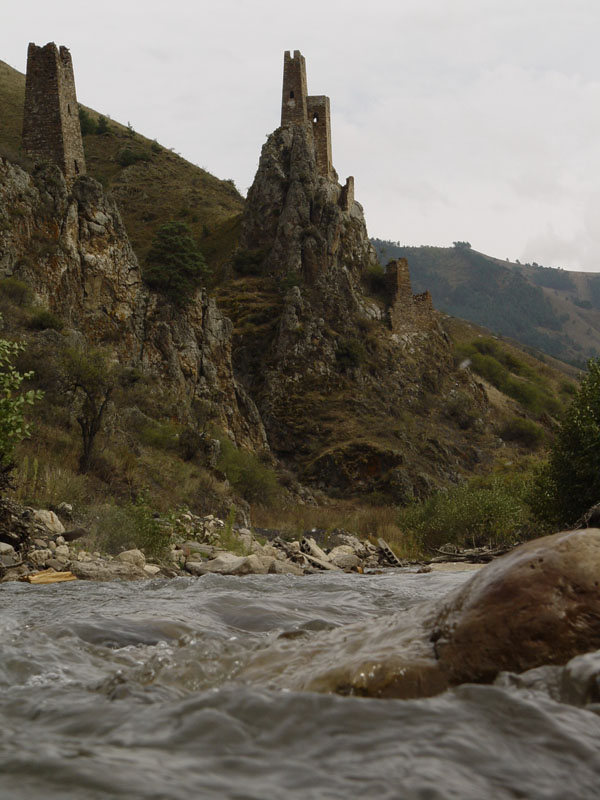
Вовнушки

Ингушские селения строились близко друг от друга, с интервалом от 500 метров до километра. Из одного селения всегда можно было разглядеть боевые башни соседей: башни использовались и как сигнальные, за считанные секунды сигнал тревоги передавался на многокилометровые расстояния. Практически все селения «прилеплены» к вершинам холмов, склонам ущелий или гребням хребтов. Если посмотреть на карту горной Ингушетии, можно увидеть, что башенные селения тянутся непрерывной цепью по долинам Ассы, Армхи и их притоков.
Одним из наиболее известных в России башенных комплексов оборонно-сторожевого характера является комплекс Вовнушки. Он также относится к башням с плоским покрытием.

## Религиозные и культовые сооружения

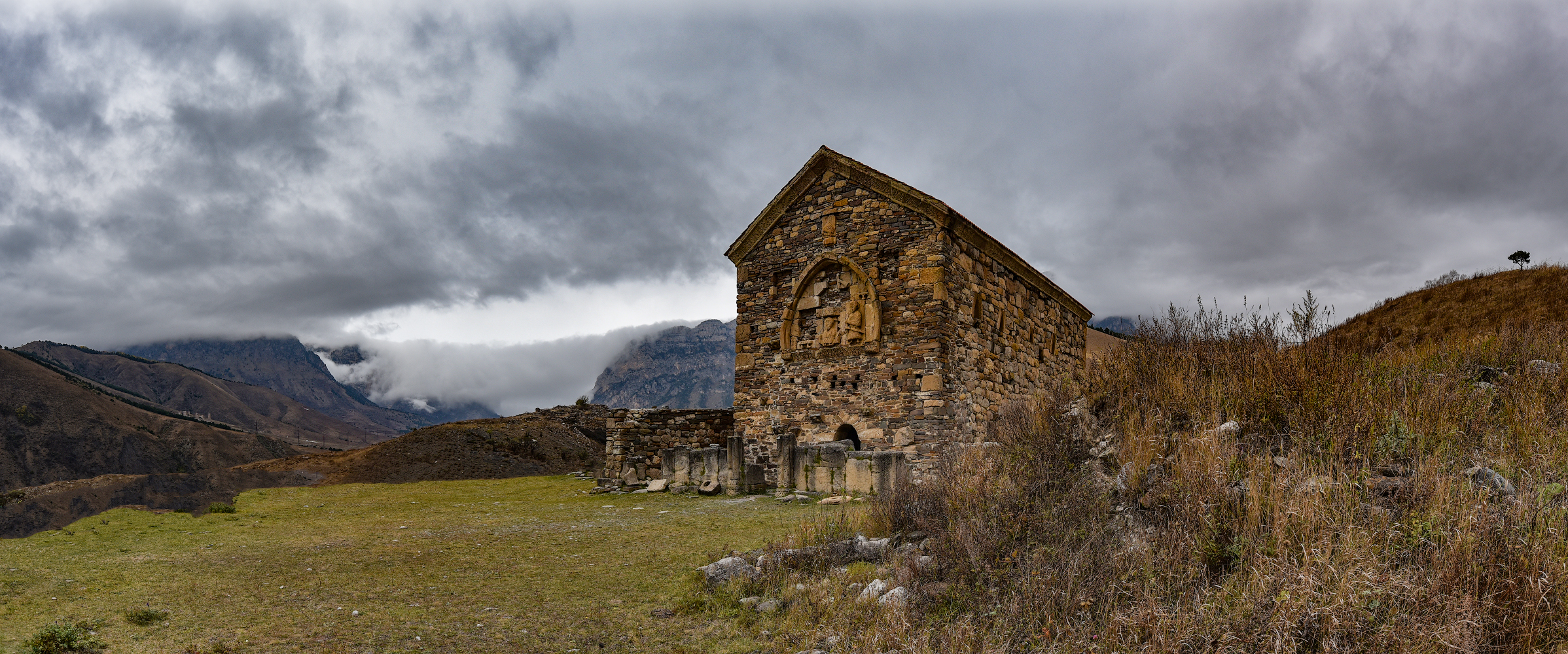
Тхаба-Ерды

Культовые памятники Горной Ингушетии весьма многочисленны. За редким исключением они встречаются практически у каждого населенного пункта. Древнейшими культовыми местами являлись священные горы, скалы, пещеры, рощи, поляны и другие природно-географические объекты, с которыми в языческом сознании связывались места обитания божеств и духов. Наиболее почитаемые боги помещались, как известно, на вершинах гор. Эти древнейшие представления продолжали бытовать и в Средневековье. Такие культовые места располагались на Цейломе, у таких селений, как Верхний Джейрах, Фуртоуг, Духаргишт, Ляжги, Фалхан, Кейрах, Нижний Хули и других. В священных рощах запрещалась охота, рубка деревьев, сбор плодов и ягод. Использование каких-либо «даров природы» со священных мест допускалось только на религиозные праздники исключительно в культовых целях.
Храмы и святилища ингуши строили и в селениях, и между ними, на возвышенных местах. Самым значимым культовым сооружением горной Ингушетии является христианский храм Тхаба-Ерды (VIII—XII вв.), расположенный близ села Хайрах. Все культовые постройки этих мест можно условно разделить на языческие и христианские. Условно, потому что религиозные верования ингушей представляли собой сложную смесь из обоих течений. Самые известные языческие святилища расположены на одной из высочайших гор Ингушетии — Столовой. Это храмы Мят-Сели, Мятер-Дяла, Тушоли (богини-матери), Маго-Ерды и другие. Большинство святилищ представляют собой прямоугольные каменные постройки с двухскатно-ступенчатой крышей. Время их постройки растягивается с X по XVIII вв. По архитектуре и христианские, и языческие ингушские храмы очень схожи.
В святилищах молились в праздничные дни, а также перед покосом. Участие принимали как мужчины, так и женщины. Ритуал празднества у ингушей: резали баранов, варили пиво (ингуш. йий, масхам), молились, танцевали. Празднества прекратились в начале XX в. в связи с принятием ислама.

## Погребальные сооружения
«Человеку при жизни нужна башня,

а после смерти — склеп»

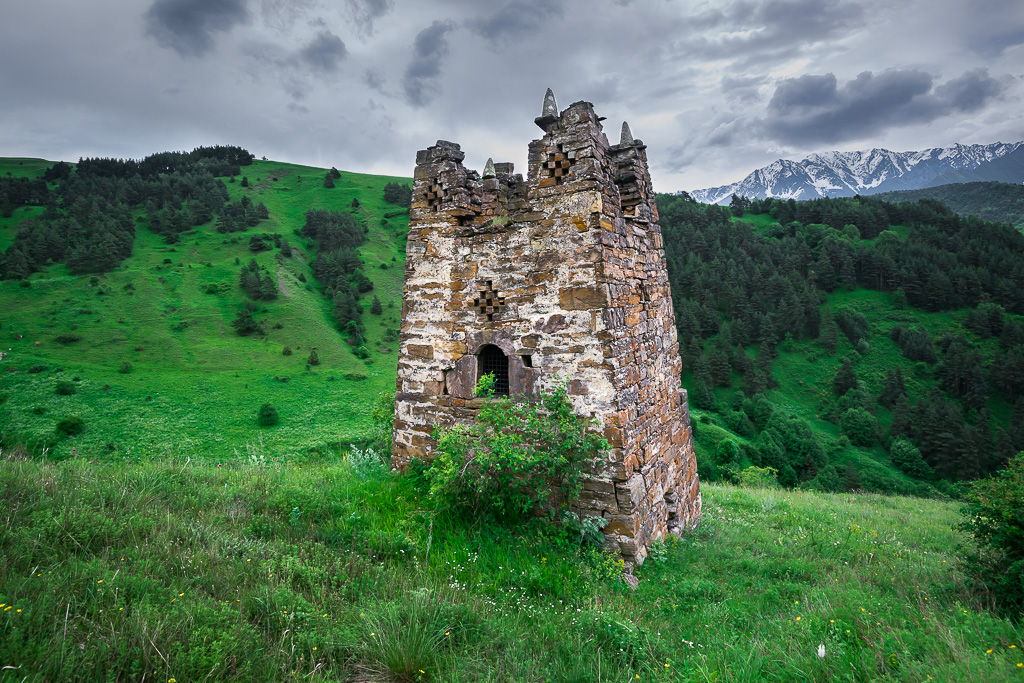
Уникальный могильник в древнем ингушском поселении Цызди

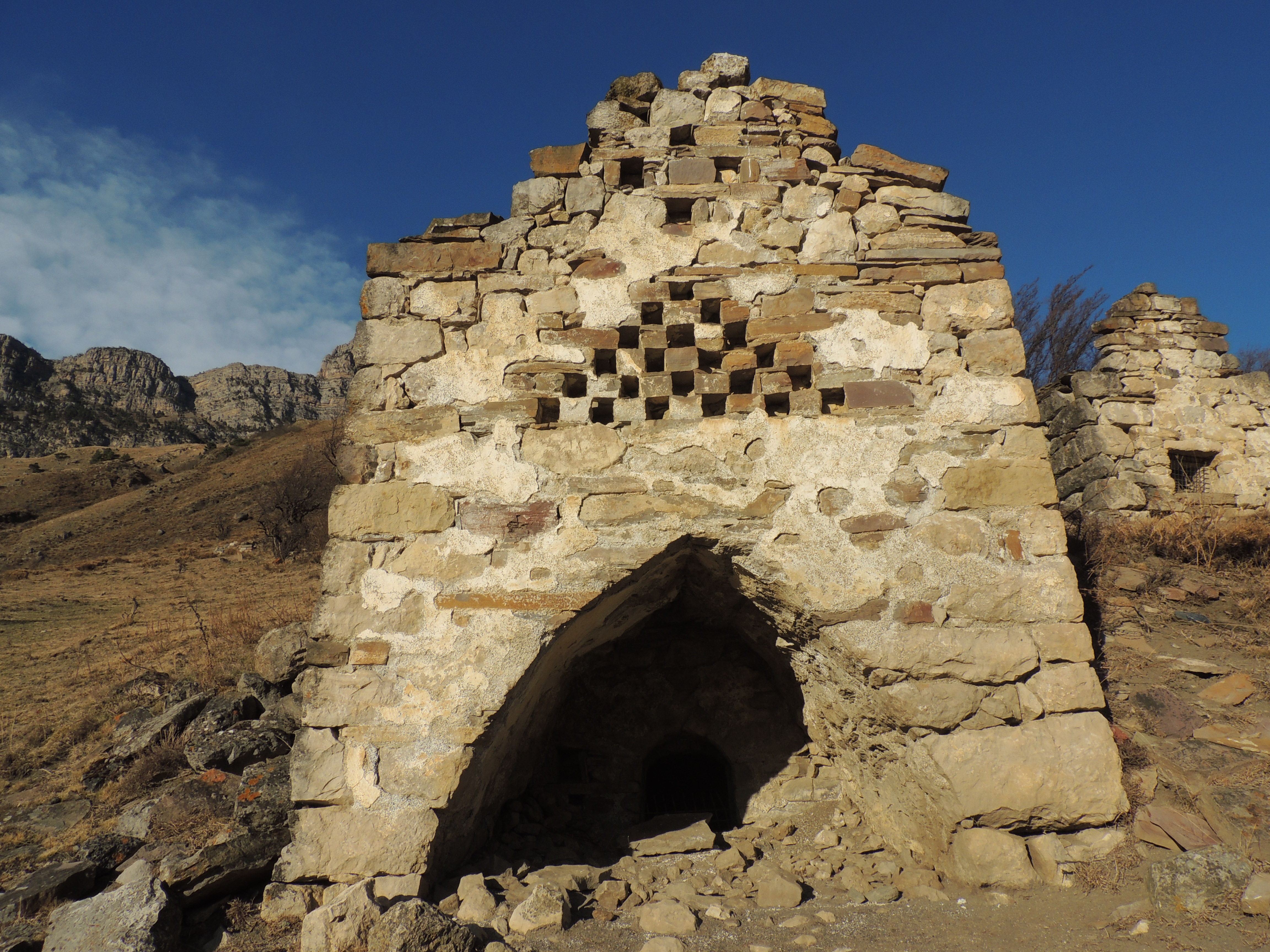
Полуподземный могильник в Таргиме

Значительную часть памятников материальной культуры ингушей периода Средневековья составляют погребальные сооружения. В горной зоне они представлены наземными, полуподземными и подземными склепами, каменноящичными захоронениями и пещерными могильниками. Одной из самых редких находок горной Ингушетии, а также Северного Кавказа, являются Эзмийское захоронение и Эгикальский могильник — погребальные памятники куро-аракской культурно-исторической общности, на котором были исследованы каменные ящики и гробницы с характерным куро-аракским вещевым комплексом, датируемые концом III тыс. до н. э..
Погребения в каменных ящиках встречаются в горах Ингушетии, они тут получили широкое распространение. Наиболее многочисленными являются склеповые погребальные памятники — «Маьлха-кашамаш» («Солнечные могильники»). Самые ранние из них — подземные склепы с погребальными камерами, каменными полками и нишами, относятся к периоду XI—XIV вв. Полуподземные склепы обычно располагались на горных склонах. Их выступающая наружу фасадная часть венчается либо плоской, либо двускатноступенчатой кровлей. Они датируются второй половиной XIII—XV вв.
В средние века в каждом ингушском селении был «город мертвых». «Солнечные могильники» располагаются недалеко от жилых сооружений, «дабы человек размышлял о мире вечном и совершенствовал свою душу». Надземные склепы по своей форме напоминают домики с пирамидальными крышами.
Во время эпидемий, заболевшие уходили жить в «солнечные могильники» вплоть до своей кончины, либо полного выздоровления. Сородичи передавали им пищу на длинных шестах. Продолжительное время после принятия ислама в середине XIX века, смертельно больные старики, верные законам предков, уходили умирать в склепы.
Склепы были фамильные, и сейчас в современное время у каждого ингушского рода есть своё родовое кладбище.
До принятия ислама, загробная жизнь у ингушей представлялась продолжением земной, только солнце для мертвых светило в то время, когда оно скрывалось от живых. Как пишет известный ингушский этнограф Чах Ахриев, после жатвы в ингушских семьях устраивали специальный ужин — «Марс-пхьор», на котором хозяйка дома, дотрагиваясь до кушаний щипцами, приговаривала: «Да будет пищей (такому-то покойнику)». Обойдя, таким образом, все яства, она выливала из чаши, находившейся у неё в руках, брагу около очага, затем уже все члены семейства принимались за угощение.